# Akansus
Akansús Abu-Abd-Al·lah Muhàmmad ibn Àhmad (Sus, 1797-Marràqueix 14 de febrer de 1877) fou un historiador marroquí del Sus, d'origen amazic.

## Història
Va estudiar a Fes. Va esdevenir secretari del sultà i servir en algunes missions del sultà Mulay Sulayman fins a la mort d'aquest el 1822. Es va retirar a Marràqueix on va escriure les seves obres històriques.

## Obra
La seva obra principal és Al-jayx al-aramram al-khumassi fi-dàwlat awlad Mawla-na Alí as-Sijilmassí, una història de l'islam amb especial atenció al Marroc i a la dinastia alauita, fins al 1865.
Va escriure sobre el regne del Mulay Muhammad III.